# Cinta Senese

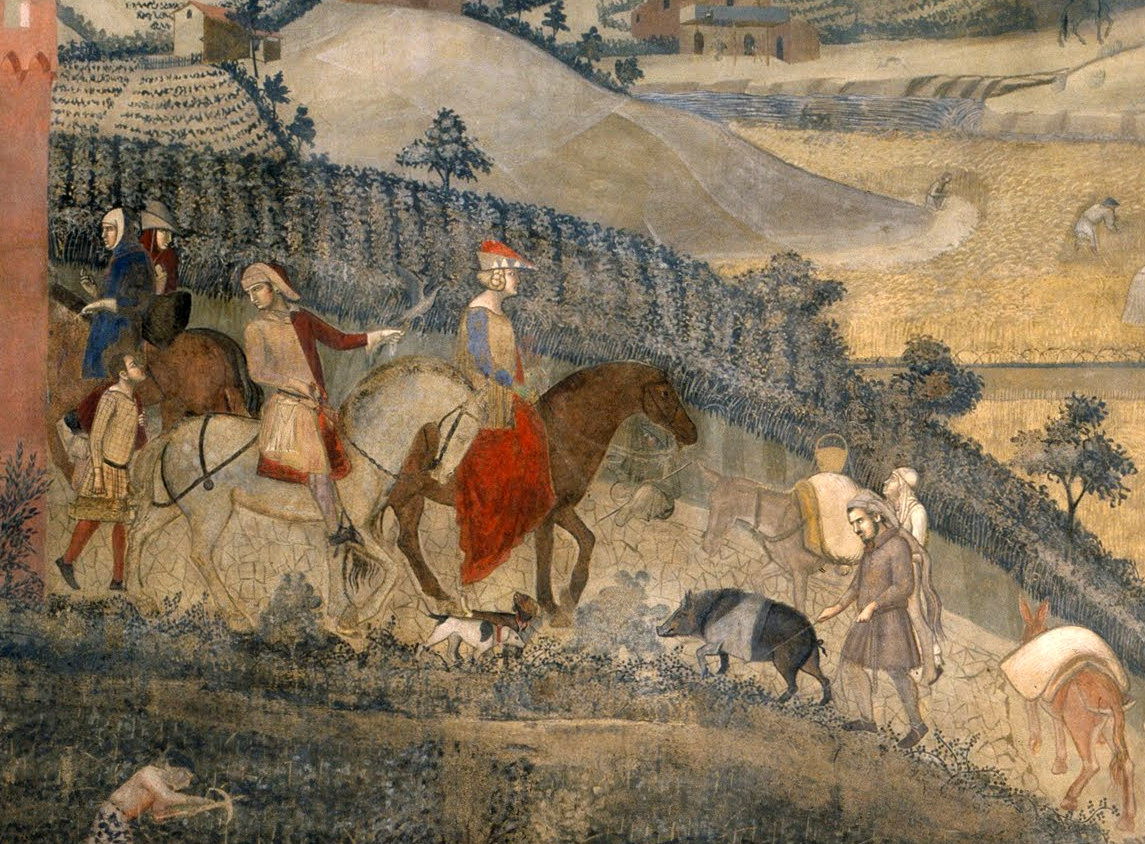
Ambrogio Lorenzetti, Effetti del buon governo in campagna, 1338–39, trong tác phẩm Palazzo Pubblico, Siena; mô tả chi tiết lợn Cinta Senese

Cinta Senese (phát âm tiếng Ý: [ˈtʃinta seˈneːze]) là một giống lợn nội địa của tỉnh Siena, ở Toscana, miền trung nước Ý. Kể từ năm 2006, động vật chăn nuôi ở Toscana đã được đặt trạng thái DOP, và được chính thức đặt tên là Suino Cinto Toscano DOP. Cinta Senese là một trong sáu giống lợn nội địa tự phát triển được Bộ trưởng Bộ Nông nghiệp và Lâm nghiệp Ý công nhận.

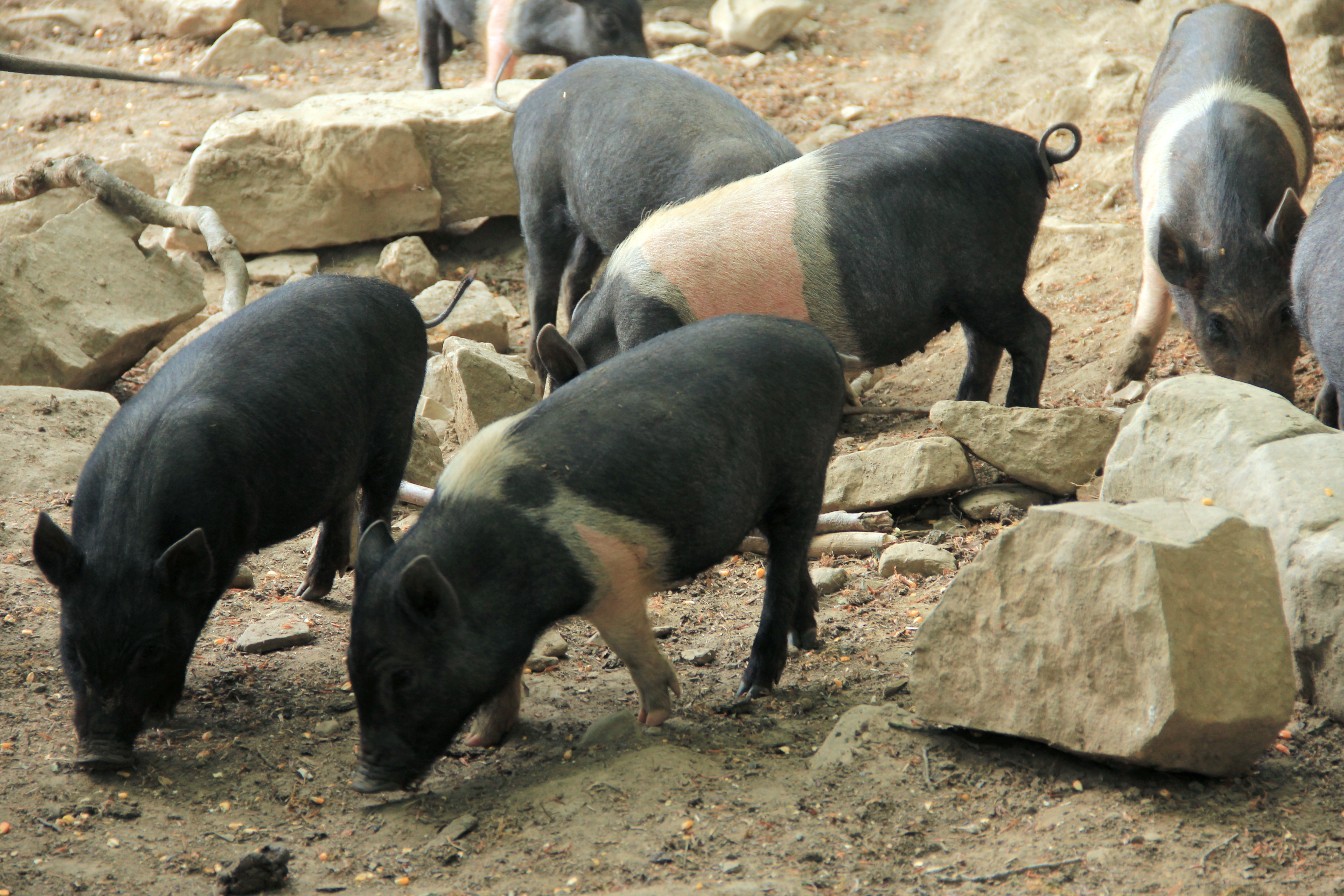
Lợn Cinta Senese

Cinta Senese đặc biệt gắn liền với Montagnola Senese và cộng đồng Casole d'Elsa, Castelnuovo Berardenga, Gaiole tại Chianti, Monteriggioni, Siena và Sovicille, trong khu vực giữa thượng nguồn và các sông trên sông Elsa. Trong quá khứ giống lợn này được phân bố rộng khắp Toscana.
Một cuốn thống kê cá thể giống này được thành lập vào đầu những năm 1930. Số cá thể giảm mạnh sau Thế chiến thứ hai, gần như đến mức tuyệt chủng, và cuốn thống kê này đã bị ngưng lại vào những năm 1960. Sau một sự phục hồi gần đây về số lượng, cuốn sách này được mở lại vào năm 1997, và được lưu giữ bởi Associazione Nazionale Allevatori Suini, hiệp hội chăn nuôi lợn quốc gia Ý. Số cá thể vẫn còn thấp: vào cuối năm 2007 là 2867, tình trạng bảo tồn của giống được liệt kê là "nguy cấp" của FAO trong cùng một năm. Vào cuối năm 2012 đã có 2543 con lợn được đăng ký, phân bố trên 111 trang trại.